# Świadkowie Jehowy w Republice Zielonego Przylądka

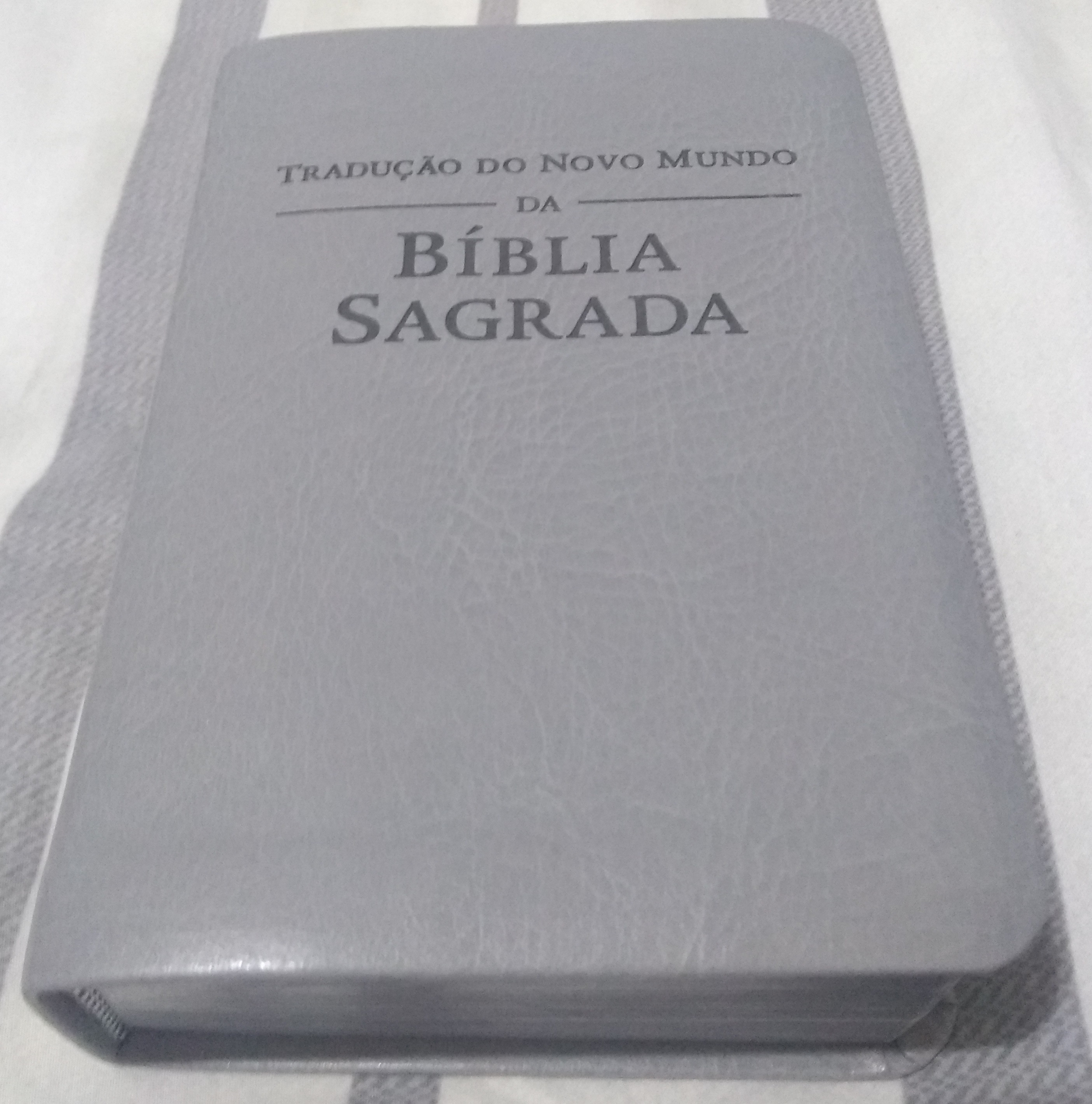
Pismo Święte w Przekładzie Nowego Świata w języku portugalskim (wyd. zrewidowane)

Świadkowie Jehowy w Republice Zielonego Przylądka – społeczność wyznaniowa w Republice Zielonego Przylądka, należąca do ogólnoświatowej wspólnoty Świadków Jehowy, licząca w 2023 roku 2277 głosicieli, należących do 35 zborów. Na dorocznej uroczystości Wieczerzy Pańskiej w 2023 roku zgromadziły się 7802 osoby. Nadzór nad działalnością miejscowych Świadków Jehowy sprawuje Biuro Oddziału w Portugalii.

## Historia

### Początki
W roku 1958 na wyspie São Tiago Luis Alves Andrade przypadkowo zetknął się z publikacjami Świadków Jehowy (broszury: „Ta dobra nowina o Królestwie” i „Oto wszystko nowe czynię”, a także książka Niech Bóg będzie prawdziwy). Zdobytymi wiadomościami podzielił się ze swym przyjacielem Francisco Tavaresem. Mężczyźni dokładnie je analizowali, a podane treści sprawdzali w Biblii. Przez kilka lat obaj prenumerowali czasopisma „Strażnica” i „Przebudźcie się!”. W roku 1968 zostali ochrzczeni podczas pierwszej w tym kraju wizyty nadzorcy obwodu. W tym samym roku pierwszych trzech głosicieli złożyło sprawozdanie z działalności kaznodziejskiej. Wkrótce powstał pierwszy zbór.
W roku 1962 do kraju przybył George Amado – absolwent Biblijnej Szkoły Strażnicy – Gilead. Wkrótce dołączył także pionier specjalny Jack Pina, aby prowadzić działalność misjonarską na wyspie Brava. W niecałe dwa miesiące misjonarze założyli 14 studiów Biblii, a na uroczystości Pamiątki w 1963 roku zgromadziło się 45 osób. Jednak wkrótce nakazano obu opuścić wyspy.
5–10 sierpnia 1963 roku Świadkowie Jehowy z Republiki Zielonego Przylądka uczestniczyli w kongresie międzynarodowym w Paryżu – pod hasłem „Pokój na ziemi” na stadionie w Colombes razem ze Świadkami z innych państw, a szczególnie z krajów i terytoriów portugalskojęzycznych. W roku 1973 założono drugi zbór, a w kraju działało 14 głosicieli. Rok później przybyło kilku portugalskich współwyznawców – pionierów specjalnych. W 1975 roku liczba głosicieli wyniosła 36 osób, a w 1976 roku ponad 60, w tym 10 pionierów specjalnych. W styczniu 1978 roku czterech pionierów zostało wydalonych z kraju. W tym samym roku pewien pionier powrócił z Portugalii na ojczystą wyspę São Nicolau i wkrótce powstał tam pierwszy zbór (w 1992 roku 3 zbory). Liczbę 100 głosicieli osiągnięto w 1979 roku, a 200 – w roku 1986. Dwa lata później przekroczono liczbę 300 głosicieli.

### Legalizacja i rozwój działalności
30 listopada 1990 roku minister sprawiedliwości Republiki Zielonego Przylądka podpisał rozporządzenie zatwierdzające statut tamtejszego Stowarzyszenia Świadków Jehowy, przyznając mu tym samym osobowość prawną. W listopadzie 1994 roku osiągnięto nową najwyższą liczbę głosicieli – 861. W roku 1995 przekroczono liczbę 1000 głosicieli. W 2000 roku zanotowano liczbę ponad 1500 głosicieli, w 2010 roku – 1938, a w roku 2013 – 2030 głosicieli.
25 września 2022 roku Mário Pinto de Oliveira z portugalskiego Komitetu Oddziału ogłosił wydanie Biblii — Ewangelii według Mateusza w języku kreolskim Wysp Zielonego Przylądka. Ze specjalnego wirtualnego programu, który był transmitowany z portugalskiego Biura Oddziału w Lizbonie skorzystało 3812 osób. W Republice Zielonego Przylądka tym językiem posługuje się 2293 głosicieli. Na terenie portugalskiego Biura Oddziału działają 42 zbory i 3 grupy posługujące się tą odmianą języka kreolskiego. Świadkowie Jehowy zaczęli tłumaczyć publikacje na ten język w roku 2015. Biuro Tłumaczeń znajduje się w mieście Praia.